# Saison 2010-2011 des Panthers de la Floride
Autres saisons
Saison précédente Saison suivante
La saison 2010-2011 des Panthers de la Floride est la 18e saison au sein de la Ligue nationale de hockey.

## Calendrier pré-saison
- Match no 1 le 21 septembre 2010 : Panthers de la Floride 4 - Hurricanes de la Caroline 1
- Match no 2 le 23 septembre 2010 : Bruins de Boston 2 - Panthers de la Floride 3
- Match no 3 le 25 septembre 2010 : Panthers de la Floride 3 - Bruins de Boston 2
- Match no 4 le 27 septembre 2010 : Panthers de la Floride 2 - Canadiens de Montréal 6

- Match no 5 le 1er octobre 2010 : Lightning de Tampa Bay 2 - Panthers de la Floride 1
- Match no 6 le 2 octobre 2010 : Panthers de la Floride 1 - Lightning de Tampa Bay 4

## Saison régulière
- Le fond vert indique une victoire des Panthers.
- Le fond rouge une défaite.
- Le fond blanc une défaite en prolongation (Pr) ou durant les phases de tir de fusillade (TF).

### Octobre
| No | Date       | Visiteur               | Score | Domicile               | Pr | Gardien    | Public | Fiche | Pts |
| -- | ---------- | ---------------------- | ----- | ---------------------- | -- | ---------- | ------ | ----- | --- |
| 1  | 10 octobre | Panthers de la Floride | 2-3   | Oilers d'Edmonton      |    | Vokoun     | 16839  | 0-1-0 | 0   |
| 2  | 11 octobre | Panthers de la Floride | 1-2   | Canucks de Vancouver   |    | Vokoun     | 18860  | 0-2-0 | 0   |
| 3  | 14 octobre | Panthers de la Floride | 3-0   | Flames de Calgary      |    | Vokoun     | 19289  | 1-2-0 | 2   |
| 4  | 16 octobre | Lightning de Tampa Bay | 0-6   | Panthers de la Floride |    | Vokoun     | 17040  | 2-2-0 | 4   |
| 5  | 21 octobre | Flames de Calgary      | 4-5   | Panthers de la Floride |    | Vokoun     | 11580  | 2-3-0 | 4   |
| 6  | 23 octobre | Islanders de New York  | 3-4   | Panthers de la Floride |    | Vokoun     | 15071  | 3-3-0 | 6   |
| 7  | 26 octobre | Panthers de la Floride | 1-3   | Maple Leafs de Toronto |    | Clemmensen | 19239  | 3-4-0 | 6   |
| 8  | 28 octobre | Panthers de la Floride | 3-5   | Sénateurs d'Ottawa     |    | Vokoun     | 16294  | 3-5-0 | 6   |
| 9  | 30 octobre | Panthers de la Floride | 3-1   | Canadiens de Montréal  |    | Vokoun     | 21273  | 4-5-0 | 8   |

### Novembre
| No | Date        | Visiteur                  | Score | Domicile                  | Pr | Gardien    | Public | Fiche   | Pts |
| -- | ----------- | ------------------------- | ----- | ------------------------- | -- | ---------- | ------ | ------- | --- |
| 10 | 3 novembre  | Thrashers d'Atlanta       | 4-3   | Panthers de la Floride    |    | Vokoun     | 11212  | 4-6-0   | 8   |
| 11 | 5 novembre  | Hurricanes de la Caroline | 4-7   | Panthers de la Floride    |    | Clemmensen | 14751  | 5-6-0   | 10  |
| 12 | 6 novembre  | Panthers de la Floride    | 2-3   | Hurricanes de la Caroline |    | Clemmensen | 17704  | 5-7-0   | 12  |
| 13 | 10 novembre | Maple Leafs de Toronto    | 1-4   | Panthers de la Floride    |    | Vokoun     | 15243  | 6-7-0   | 12  |
| 14 | 12 novembre | Wild du Minnesota         | 1-2   | Panthers de la Floride    |    | Vokoun     | 15043  | 7-7-0   | 14  |
| 15 | 13 novembre | Panthers de la Floride    | 2-5   | Flyers de Philadelphie    |    | Clemmensen | 19616  | 7-8-0   | 14  |
| 16 | 17 novembre | Panthers de la Floride    | 2-1   | Thrashers d'Atlanta       |    | Vokoun     | 10168  | 8-8-0   | 16  |
| 17 | 18 novembre | Panthers de la Floride    | 0-4   | Bruins de Boston          |    | Vokoun     | 17565  | 8-9-0   | 16  |
| 18 | 20 novembre | Panthers de la Floride    | 4-1   | Islanders de New York     |    | Vokoun     | 9157   | 9-9-0   | 18  |
| 19 | 22 novembre | Penguins de Pittsburgh    | 3-2   | Panthers de la Floride    |    | Vokoun     | 16543  | 9-10-0  | 18  |
| 20 | 24 novembre | Bruins de Boston          | 3-1   | Panthers de la Floride    |    | Vokoun     | 16712  | 9-11-0  | 18  |
| 21 | 26 novembre | Rangers de New York       | 3-0   | Panthers de la Floride    |    | Clemmensen | 17013  | 9-12-0  | 18  |
| 22 | 27 novembre | Panthers de la Floride    | 4-3   | Lightning de Tampa Bay    | TF | Vokoun     | 15854  | 10-12-0 | 20  |

### Décembre
| No | Date         | Visiteur                  | Score | Domicile               | Pr | Gardien    | Public | Fiche   | Pts |
| -- | ------------ | ------------------------- | ----- | ---------------------- | -- | ---------- | ------ | ------- | --- |
| 23 | 1er décembre | Panthers de la Floride    | 3-5   | Ducks d'Anaheim        |    | Vokoun     | 12504  | 10-13-0 | 20  |
| 24 | 2 décembre   | Panthers de la Floride    | 2-3   | Kings de Los Angeles   |    | Vokoun     | 17720  | 10-14-0 | 20  |
| 25 | 4 décembre   | Panthers de la Floride    | 2-1   | Coyotes de Phoenix     | TF | Clemmensen | 10334  | 11-14-0 | 22  |
| 26 | 7 décembre   | Avalanche du Colorado     | 3-4   | Panthers de la Floride | Pr | Vokoun     | 12721  | 12-14-0 | 24  |
| 27 | 9 décembre   | Panthers de la Floride    | 3-0   | Capitals de Washington |    | Vokoun     | 18398  | 13-14-0 | 26  |
| 28 | 11 décembre  | Panthers de la Floride    | 0-3   | Predators de Nashville |    | Vokoun     | 16128  | 13-14-0 | 26  |
| 29 | 15 décembre  | Hurricanes de la Caroline | 4-3   | Panthers de la Floride |    | Vokoun     | 14651  | 13-16-0 | 26  |
| 30 | 17 décembre  | Sabres de Buffalo         | 2-6   | Panthers de la Floride |    | Vokoun     | 16864  | 14-16-0 | 28  |
| 31 | 20 décembre  | Panthers de la Floride    | 5-0   | Flyers de Philadelphie |    | Vokoun     | 19864  | 15-16-0 | 30  |
| 32 | 22 décembre  | Panthers de la Floride    | 2-4   | Penguins de Pittsburgh |    | Vokoun     | 18238  | 15-17-0 | 30  |
| 33 | 23 décembre  | Panthers de la Floride    | 4-3   | Sabres de Buffalo      |    | Vokoun     | 18,690 | 16-17-0 | 32  |
| 34 | 27 décembre  | Bruins de Boston          | 3-2   | Panthers de la Floride | TF | Clemmesen  | 19,250 | 16-17-1 | 33  |
| 35 | 31 décembre  | Canadiens de Montréal     | 3-2   | Panthers de la Floride | Pr | Vokoun     | 20,072 | 16-17-2 | 34  |

### Janvier
| No | Date       | Visiteur                  | Score | Domicile                  | Pr | Gardien    | Public | Fiche   | Pts |
| -- | ---------- | ------------------------- | ----- | ------------------------- | -- | ---------- | ------ | ------- | --- |
| 36 | 2 janvier  | Rangers de New York       | 0-3   | Panthers de la Floride    |    | Vokoun     | 16752  | 17-17-2 | 36  |
| 37 | 3 janvier  | Panthers de la Floride    | 4-3   | Hurricanes de la Caroline | Pr | Clemmensen | 16637  | 18-17-2 | 38  |
| 38 | 5 janvier  | Thrashers d'Atlanta       | 3-2   | Panthers de la Floride    |    | Vokoun     | 12803  | 18-18-2 | 38  |
| 39 | 7 janvier  | Hurricanes de la Caroline | 5-3   | Panthers de la Floride    |    | Vokoun     | 14262  | 18-19-2 | 38  |
| 40 | 8 janvier  | Panthers de la Floride    | 2-3   | Capitals de Washington    |    | Clemmensen | 18398  | 18-20-2 | 38  |
| 41 | 11 janvier | Capitals de Washington    | 3-4   | Panthers de la Floride    | Pr | Vokoun     | 14790  | 19-20-2 | 40  |
| 42 | 13 janvier | Predators de Nashville    | 2-3   | Panthers de la Floride    |    | Clemmensen | 12228  | 20-20-2 | 42  |
| 43 | 15 janvier | Devils du New Jersey      | 2-3   | Panthers de la Floride    | Pr | Clemmensen | 17828  | 21-20-2 | 44  |
| 44 | 17 janvier | Thrashers d'Atlanta       | 3-2   | Panthers de la Floride    | TF | Clemmensen | 11477  | 21-20-3 | 45  |
| 45 | 19 janvier | Blue Jackets de Columbus  | 3-2   | Panthers de la Floride    | Pr | Vokoun     | 11629  | 21-20-4 | 46  |
| 46 | 21 janvier | Lightning de Tampa Bay    | 2-1   | Panthers de la Floride    |    | Vokoun     | 17328  | 21-20-5 | 47  |
| 47 | 23 janvier | Panthers de la Floride    | 2-5   | Devils du New Jersey      |    | Markström  | 15109  | 21-21-5 | 47  |
| 48 | 25 janvier | Panthers de la Floride    | 4-3   | Rangers de New York       |    | Vokoun     | 18200  | 22-21-5 | 49  |
| 49 | 26 janvier | Panthers de la Floride    | 1-2   | Bruins de Boston          |    | Vokoun     | 17565  | 22-22-5 | 49  |

### Février
| No | Date        | Visiteur               | Score | Domicile               | Pr | Gardien    | Public | Fiche   | Pts |
| -- | ----------- | ---------------------- | ----- | ---------------------- | -- | ---------- | ------ | ------- | --- |
| 50 | 1er février | Panthers de la Floride | 3-4   | Maple Leafs de Toronto | TF | Clemmensen | 19018  | 22-22-6 | 50  |
| 51 | 2 février   | Panthers de la Floride | 2-3   | Canadiens de Montréal  |    | Vokoun     | 21273  | 22-23-6 | 50  |
| 52 | 4 février   | Panthers de la Floride | 4-3   | Devils du New Jersey   | Pr | Vokoun     | 13557  | 23-23-6 | 52  |
| 53 | 8 février   | Blues de Saint-Louis   | 2-1   | Panthers de la Floride |    | Vokoun     | 12228  | 23-24-6 | 52  |
| 54 | 10 février  | Sabres de Buffalo      | 3-2   | Panthers de la Floride | Pr | Vokoun     | 14559  | 23-24-7 | 53  |
| 55 | 13 février  | Sharks de San José     | 2-3   | Panthers de la Floride |    | Vokoun     | 16217  | 24-24-7 | 55  |
| 56 | 16 février  | Flyers de Philadelphie | 4-2   | Panthers de la Floride |    | Vokoun     | 17077  | 24-25-7 | 55  |
| 57 | 18 février  | Red Wings de Détroit   | 4-3   | Panthers de la Floride |    | Vokoun     | 19947  | 24-26-7 | 55  |
| 58 | 19 février  | Panthers de la Floride | 3-2   | Lightning de Tampa Bay |    | Clemmensen | 13729  | 25-26-7 | 57  |
| 59 | 21 février  | Panthers de la Floride | 1-5   | Islanders de New York  |    | Vokoun     | 13729  | 25-27-7 | 57  |
| 60 | 23 février  | Panthers de la Floride | 1-5   | Sénateurs d'Ottawa     |    | Clemmensen | 16520  | 25-28-7 | 57  |
| 61 | 25 février  | Panthers de la Floride | 2-1   | Thrashers d'Atlanta    | TF | Vokoun     | 14046  | 26-28-7 | 59  |
| 62 | 27 février  | Devils du New Jersey   | 2-1   | Panthers de la Floride |    | Vokoun     | 16592  | 26-29-7 | 59  |

### Mars
| No | Date     | Visiteur               | Score | Domicile                  | Pr | Gardien    | Public | Fiche    | Pts |
| -- | -------- | ---------------------- | ----- | ------------------------- | -- | ---------- | ------ | -------- | --- |
| 63 | 1er mars | Panthers de la Floride | 1-2   | Hurricanes de la Caroline |    | Clemmensen | 16 252 | 26-30-7  | 59  |
| 64 | 3 mars   | Canadiens de Montréal  | 4-0   | Panthers de la Floride    |    | Vokoun     | 19 722 | 26-31-7  | 59  |
| 65 | 5 mars   | Panthers de la Floride | 3-4   | Thrashers d'Atlanta       | Pr | Vokoun     | 15 700 | 26-31-8  | 60  |
| 66 | 6 mars   | Capitals de Washington | 3-2   | Panthers de la Floride    |    | Clemmensen | 15 685 | 26-31-9  | 61  |
| 67 | 8 mars   | Blackhawks de Chicago  | 2-3   | Panthers de la Floride    |    | Vokoun     | 16 132 | 27-31-9  | 63  |
| 68 | 10 mars  | Sénateurs d'Ottawa     | 2-1   | Panthers de la Floride    |    | Vokoun     | 12 310 | 27-32-9  | 763 |
| 69 | 12 mars  | Lightning de Tampa Bay | 3-4   | Panthers de la Floride    | Pr | Clemmensen | 16 607 | 28-32-9  | 65  |
| 70 | 15 mars  | Flyers de Philadelphie | 3-2   | Panthers de la Floride    |    | Vokoun     | 17 377 | 28-33-9  | 65  |
| 71 | 17 mars  | Maple Leafs de Toronto | 0-4   | Panthers de la Floride    |    | Clemmensen | 16 970 | 29-33-9  | 67  |
| 72 | 19 mars  | Islanders de New York  | 4-3   | Panthers de la Floride    | TF | Clemmensen | 16 502 | 29-33-10 | 68  |
| 73 | 22 mars  | Panthers de la Floride | 0-1   | Rangers de New York       |    | Vokoun     | 18 200 | 29-34-10 | 68  |
| 74 | 23 mars  | Panthers de la Floride | 0-4   | Blackhawks de Chicago     |    | Vokoun     | 21 713 | 29-35-10 | 68  |
| 75 | 25 mars  | Panthers de la Floride | 2-4   | Sabres de Buffalo         |    | Vokoun     | 18 690 | 29-36-10 | 68  |
| 76 | 27 mars  | Panthers de la Floride | 1-2   | Penguins de Pittsburgh    | TF | Clemmensen | 18 270 | 29-36-11 | 69  |
| 77 | 29 mars  | Panthers de la Floride | 2-3   | Blue Jackets de Columbus  | TF | Clemmensen | 11 670 | 29-36-12 | 70  |
| 78 | 31 mars  | Sénateurs d'Ottawa     | 4-1   | Panthers de la Floride    |    | Clemmensen | 15 672 | 29-37-12 | 70  |

### Avril
| No | Date    | Visiteur               | Score | Domicile               | Pr | Gardien    | Public | Fiche    | Pts |
| -- | ------- | ---------------------- | ----- | ---------------------- | -- | ---------- | ------ | -------- | --- |
| 79 | 2 avril | Penguins de Pittsburgh | 4-2   | Panthers de la Floride |    | Clemmensen | 18 178 | 29-38-12 | 70  |
| 80 | 6 avril | Panthers de la Floride | 2-5   | Capitals de Washington |    | Clemmensen | 18 398 | 29-39-12 | 70  |
| 81 | 8 avril | Panthers de la Floride | 2-4   | Lightning de Tampa Bay |    | Clemmensen | 20 444 | 29-40-12 | 70  |
| 82 | 9 avril | Capitals de Washington | 0-1   | Panthers de la Floride |    | Vokoun     | 18 371 | 30-40-12 | 72  |

### Signatures d'agent libre
| Joueur              | Date             | Contrat | Salaire     | Ancienne franchise       |
| Eric Selleck        | 21 avril 2010    | 2 ans   | 1 175 000 $ | SUNY Oswego              |
| Triston Grant       | 1er juillet 2010 | 1 an    | 510 000 $   | Predators de Nashville   |
| Christopher Higgins | 2 juillet 2010   | 1 an    | 1 600 000 $ | Flames de Calgary        |
| Bill Thomas         | 2 juillet 2010   | 1 an    | 525 000 $   | HC Lugano                |
| Nathan Paetsch      | 7 juillet 2010   | 1 an    | 525 000 $   | Blue Jackets de Columbus |
| Carl Hudson         | 9 juillet 2010   | 1 an    | 525 000 $   | Americans de Rochester   |
| Mark Cullen         | 22 juillet 2010  | 1 an    | 600 000 $   | IceHogs de Rockford      |
| Joe Callahan        | 3 août 2010      | 1 an    | 525 000 $   | Sharks de San José       |
| Mike Weaver         | 3 août 2010      | 2 ans   | 1 800 000 $ | Blues de Saint-Louis     |
| Andrew Peters       | 6 octobre 2010   | 1 an    | 500 000 $   | Devils du New Jersey     |
| Jonathan Hazen      | 19 mars 2011     | 3 ans   | 2 370 000 $ | Foreurs de Val-d'Or      |
| Anthony Luciani     | avril 2011       | 3 ans   | 1 830 000 $ | Otters d'Érié            |

### Départs d'agent libre
| Joueur          | Date           | Contrat | Salaire   | Franchise suivante |
| Steve MacIntyre | 2 juillet 2010 | 1 an    | 500 000 $ | Oilers d'Edmonton  |
| Kamil Kreps     |                | 1 an    |           | Kärpät Oulu        |

### Prolongations de contrat
| Joueur          | Date          | Contrat | Salaire     |
| Adam Comrie     | avril 2010    | 3 ans   | 2 225 000 $ |
| A. J. Jenks     |               | 3 ans   | 2 625 000 $ |
| Colby Robak     |               | 3 ans   | 2 375 000 $ |
| Scott Timmins   |               | 1 an    | 1 375 000 $ |
| Jacob Markström | 1er juin 2010 | 3 ans   | 2 625 000 $ |
| Jason Garrison  |               | 2 ans   | 1 350 000 $ |
| Mike Duco       |               | 1 an    | 550 000 $   |
| Kenndal McArdle |               | 1 an    | 803 250 $   |
| Tyler Plante    |               | 1 an    | 687 500 $   |
| Mike Santorelli | 13 août 2010  | 1 an    | 600 000 $   |
| Quinton Howden  |               | 3 ans   | 2 700 000 $ |
| Alex Petrovic   | 18 avril 2011 | 3 ans   | 2 475 000 $ |
| John McFarland  |               | 3 ans   | 2 475 000 $ |
| Keaton Ellerby  |               | 1 an    | 787 500 $   |

### Choix au repêchage
| Ronde | Rang | Joueurs            | Position       | Nationalité | Équipe junior                             |
| 1     | 3    | Erik Gudbranson    | Défenseur      | Canada      | Frontenacs de Kingston (LHO)              |
| 1     | 19   | Nick Bjugstad      | Centre         | États-Unis  | United States Blaine High School (HS-MN)  |
| 1     | 25   | Quinton Howden     | Ailier gauche  | Canada      | Warriors de Moose Jaw (LHOu)              |
| 2     | 33   | John McFarland     | Centre         | Canada      | Wolves de Sudbury (LHO)                   |
| 2     | 36   | Alexander Petrovic | Défenseur      | Canada      | Rebels de Red Deer (LHOu)                 |
| 2     | 50   | Connor Brickley    | Centre         | États-Unis  | Buccaneers de Des Moines (USHL)           |
| 3     | 69   | Joe Basaraba       | Ailier droit   | Canada      | Shattuck-Saint Mary's (Midget Junior AAA) |
| 4     | 92   | Sam Brittain       | Gardien de but | Canada      | Eagles de Canmore (LHJA)                  |
| 4     | 93   | Benjamin Gallacher | Défenseur      | Canada      | Eagles de Canmore (LHJA)                  |
| 4     | 99   | Joonas Donskoi     | Ailier droit   | Finlande    | Kärpät Oulu (SM-liiga)                    |
| 5     | 123  | Zach Hyman         | Centre         | Canada      | Red Wings de Hamilton (LCCH)              |
| 6     | 153  | Corey Durocher     | Centre         | Canada      | Frontenacs de Kingston (LHO)              |
| 7     | 183  | Ronald Boyd        | Défenseur      | États-Unis  | United States Cushing Academy (HS-MA)     |

## Postes de diffusion
| Pays                           | Postes anglais | Postes français |
| Canada                         |                |                 |
| États-Unis                     | FSN Florida    |                 |
| Europe                         |                |                 |
| Russie                         |                |                 |
| Japon, Corée du Sud, Thaïlande |                |                 |